# Physalis longifolia

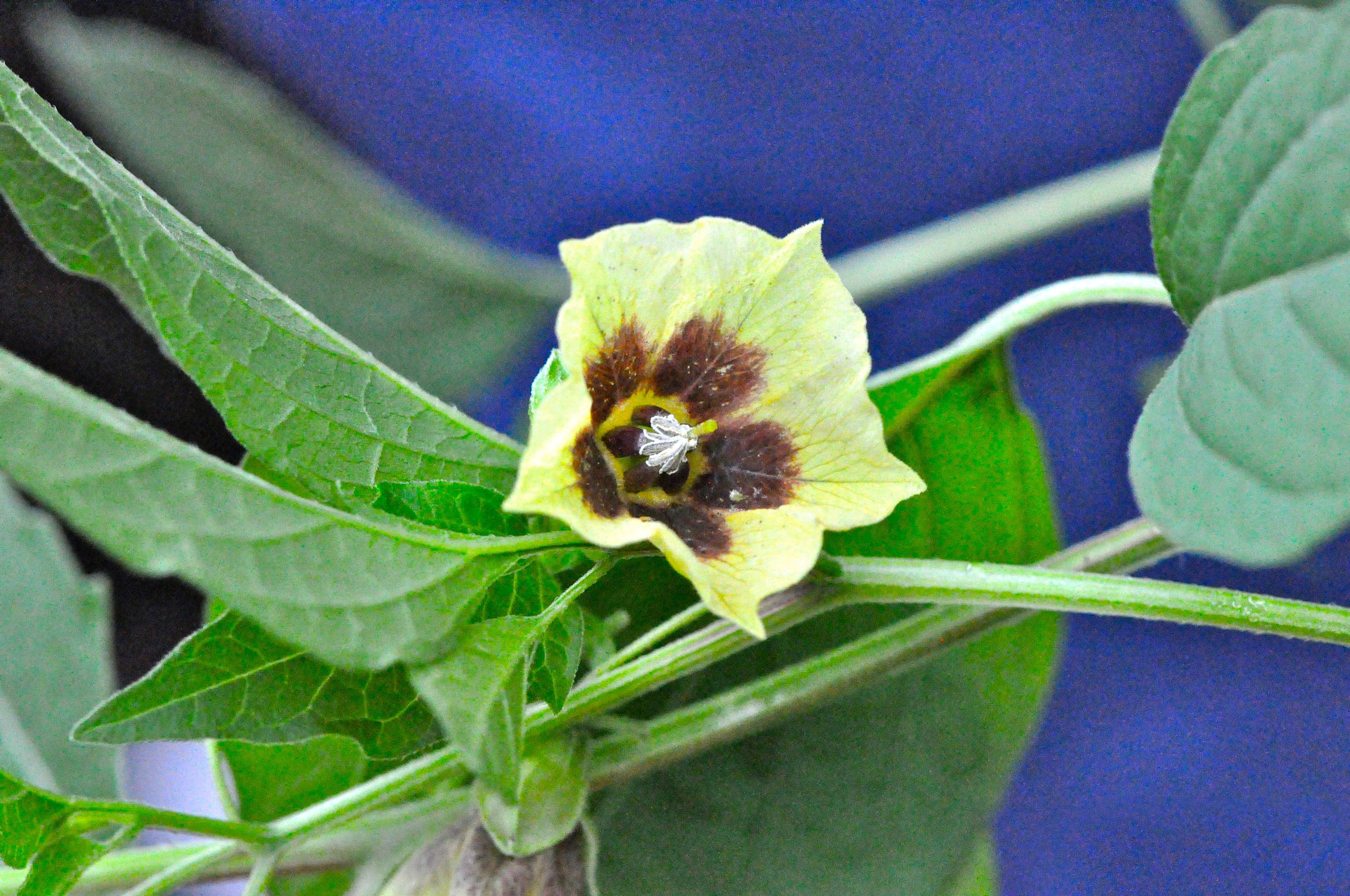
Blüte

Physalis longifolia ist eine Pflanzenart aus der Gattung der Blasenkirschen (Physalis) in der Familie der Nachtschattengewächse (Solanaceae).

## Beschreibung
Physalis longifolia ist eine ausdauernde, 20 bis 60 Zentimeter hohe Pflanze, die aus einem kräftigen, tief unter der Erde befindlichen Rhizom wächst. Die Stängel wachsen aufrecht und sind im oberen Bereich der Pflanze stark verzweigt. Die Pflanze ist unbehaart oder spärlich mit kurzen, einfachen, anliegenden, bis zu 0,5 Millimeter langen Trichomen behaart. Die Blattspreiten sind eiförmig bis eiförmig-lanzettlich oder breit lanzettlich. Sie werden 2,5 bis 10 (selten auch bis 13) Zentimeter lang und 1 bis 6 (selten bis 7) Zentimeter breit. Sie sind unbehaart oder spärlich mit kurzen, striegelhaarigen Trichomen behaart. Der Blattrand ist ganzrandig oder grob mit wenigen Zähnen gezahnt, die Basis ist abgeschnitten oder gerundet, nach vorn ist die Blattspreite spitz. Die Blattstiele weisen etwa ein bis zwei Fünftel der Länge der Blattspreite auf.
Die Blüten stehen einzeln in den Achseln der Laubblätter. Der Blütenstiel misst 5 bis 20 Millimeter. Zur Blütezeit ist der Kelch 7 bis 12 (selten 5 bis 15) Millimeter lang und spärlich mit striegelhaarigen, kurzen, anliegenden Trichomen besetzt. Die Kelchzipfel sind 3 bis 6 Millimeter lang. Die Krone misst 10 bis 20 Millimeter, ist gelb gefärbt und besitzt fünf purpur-braune Flecken im Kronschlund. Die Staubbeutel sind gelb oder blau überhaucht und 2 bis 4 Millimeter lang. Die Staubfäden sind genauso breit oder breiter als die Staubbeutel.
Der zur Fruchtreife stark vergrößerte Kelch ist grün, der Querschnitt ist zehnwinkelig, gerundet oder nur an der Basis leicht eingedrückt. Er misst 2 bis 4 Millimeter in der Länge und 1,5 bis 3 Zentimeter in der Breite. Der Stiel verlängert sich auf 15 bis 35 Millimeter.
Die Blütezeit reicht von Mai bis Oktober.
Die Chromosomenzahl beträgt 2n = 48.

## Vorkommen
Die Art kommt in verschiedenen Gebieten der USA vor. Die Varietät Physalis longifolia var. longifolia ist vor allem aus dem Ozark-Plateau und dem Tal des Arkansas River bekannt, Exemplare wurden in den Bundesstaaten Arkansas, Mississippi, Missouri, Oklahoma und Texas gesammelt. Physalis longifolia var. subglabrata ist in allen Bundesstaaten im Südosten der USA verbreitet, kommt auch in Illinois, Indiana, Missouri, New Jersey, Ohio, Oklahoma und Pennsylvania vor.

## Systematik
Innerhalb der Gattung der Blasenkirschen (Physalis) wird die Art in die Sektion Lanceolatae der Untergattung Rydbergis eingeordnet.
Es existieren zwei Varietäten, die sich sowohl morphologisch als auch im Verbreitungsgebiet unterscheiden:
- Physalis longifolia var. longifolia
- Physalis longifolia var. subglabrata (Mack. & Bush) Cronquist>

## Nachweise